# La construcción de la realidad social
La construcción de la realidad social (en inglés, The Construction of Social Reality) es un libro escrito por el filósofo
estadounidense John R. Searle publicado por primera vez en 1995 y su primera traducción al español en 1997. En este libro se trabajan varias posturas desde la filosofía de la mente y la ciencia cognitiva. En él expone sus trabajos e ideas sobre los rasgos estructurales generales de la cultura humana, en relación con la posibilidad del lenguaje para crear la realidad. El núcleo del libro consiste en preguntarse si es posible articular unos estados mentales, un mundo de consciencia, intencionalidad con un mundo externo y como se da el sustento de nuestras representaciones por medio de las cuales creamos nuestras relaciones sociales.

## La realidad social

### Las piedras angulares de la realidad social
Searle afirma que hay diversos tipos de hechos, unos son hechos
objetivos en el mundo, otros que son hechos solo merced al acuerdo humano. En un sentido, hay
cosas que existen solo porque creemos que existen, cosas como el dinero, la
propiedad, los gobiernos Y los
matrimonios, a los hechos que
dependen del acuerdo humano los
llama hechos institucionales, y
los distingue de los hechos brutos,
que son aquellos que existen independientemente de nosotros, como la distancia
que existe del sol a la tierra, de tal forma que podemos hablar
de juicios objetivos y de hechos objetivos, por ejemplo, En sentido
ontológico, los dolores son entidades subjetivas, porque su modo de existencia
depende de que sean sentidos por los sujetos. Pero las montañas, por ejemplo, a
diferencia de los dolores, son ontológicamente objetivas porque su modo de
existencia es independiente de cualesquiera perceptores o de cualquier estado
mental.
Para sostener esto Searle afirma sobre los objetos que:
1. La mera existencia del objeto físico que está en frente, no depende de ninguna actitud que podamos tener respecto de él.
2. Posee varios rasgos que son intrínsecos, en el sentido de que no dependen de ninguna actitud de los observadores o usuarios. Por ejemplo, tiene una determinada masa y una determinada composición química.
3. Posee otros rasgos que existen exclusivamente en relación con la intencionalidad de los agentes. Por ejemplo, es un destornillador. Ese rasgo se llama: «relativos al observador». Los rasgos relativos al observador son ontológicamente subjetivos.
4. Algunos de esos rasgos ontológicamente subjetivos son epistémicamente objetivos. Por ejemplo, no es solo una opinión, ni es una evaluación, el que algo sea un destornillador; es una cuestión de hecho, de un hecho objetivamente apreciable.
5. Aun cuando el rasgo de ser un destornillador sea relativo al observador, el rasgo de pensar que algo es un destornillador es intrínseco a los que así piensan (tratan, usan, etc.).Ser un destornillador es relativo al observador, pero los rasgos de los observadores que les permiten crear tales rasgos del mundo relativos al observador son rasgos intrínsecos a los observadores.[1]

Para representar esto se toma el ejemplo de hecho intrínseco como: “este objeto es una piedra”, y uno relativo al observador como: “esto es un pisapapeles”, así, Searle afirma que las funciones que damos a las cosas nunca son intrínsecas a la física de los fenómenos, sino asignadas por los observadores, es decir son relativas al observador.

#### Funciones agentivas y no agentivas
Searle nos dice que todas las funciones son relativas al
observador, es decir que son asignadas o
impuestas, algunas son agentivas que son aquellas que tienen que ver con el uso
que los agentes hacen de ellas, como los
viajar en automóviles, ducharse en la bañera, etc. Y las funciones no agentivas que son procesos naturales causales
a los cuales los agentes han asignado un propósito como el proceso que hace el corazón al bombear
sangre.

#### Intencionalidad colectiva y hecho social
La realidad social es posible dado que existen
intencionalidades colectivas para imponer funciones, las relaciones sociales
están basadas en esto, de hecho hasta en el conflicto se necesita que las
partes tengan la intención de combatir, deben cooperar para que se puedan
realizar tal acción y así uno batir al otro, sin embargo el problema radica en
creer que se reduce a la intencionalidad
individual, así esta no es la suma de estas, dado que no es el sentido de colectividad,
el sentido fundamental afirma Searle es
que la intencionalidad colectiva es un : “ hacer juntos”, es decir, la
intencionalidad individual que cada una de las personas tiene deriva de la
intencionalidad colectiva que todos comparten.
Estos hechos que entrañan una intencionalidad colectiva los llama el autor: “hechos sociales”, una
subclase de estos son los hechos institucionales que se mencionó anteriormente,
que tienen que ver con las instituciones humanas, así da el ejemplo de un
billete de veinte dólares que se constituye como tal dado que hay una
intencionalidad colectiva sobre su función.

#### Las reglas contitutivas y la distinción entre hechos brutos y hechos institucionales
Existen hechos brutos tales como que el sol está a 150 millones de km de la Tierra, y hechos institucionales, como el hecho de que Clinton sea presidente. Los hechos brutos existen con independencia de cualquier institución humana; los hechos institucionales solo pueden existir dentro de las instituciones humanas., sin embargo aunque los hechos brutos necesitan del lenguaje para ser enunciados, existen independientemente de este o de cualquier otra institución, se requieren de acuerdo con esto medidas como los km, conceptos como : “tierra” y “sol”, pero si no existiera un ser que pudiera nombrarlos seguiría estando tal realidad de forma independiente; por otra parte los hechos institucionales requieren de instituciones humanas especiales para que puedan existir, el
lenguaje es la primera institución y conjunto de todas esas instituciones.
La tesis de Searle afirma que los hechos institucionales solo existen dentro de un sistema de reglas constitutivas, estas reglas crean la posibilidad de los hechos y ocasiones específicas de su ser, el hecho de que se marque un gol en un partido de fútbol o de que Obama pueda ser presidente, se da porque existen una reglas que constituyen la institución, existen así una reglas del fútbol, y un sistema de
votación democrática, se diferencia de las convenciones porque las reglas constitutivas crean el fundamento de la institución si modificamos una de ellas cambiamos en la esencia, el ser de la institución, por ejemplo
es una regla del ajedrez que se gana la partida haciendo jaque mate al
rey. Es una convención que la figura del rey sea mayor que la del peón. «Convención»
implica arbitrariedad, pero las reglas constitutivas no son arbitrarias en este
sentido. El contexto «X cuenta cómo Y en C» es intencional-con-una-s. Es
referencialmente opaco en tanto que no permite la substituibilidad de las
expresiones coextensivas. Así, por ejemplo, los enunciados:

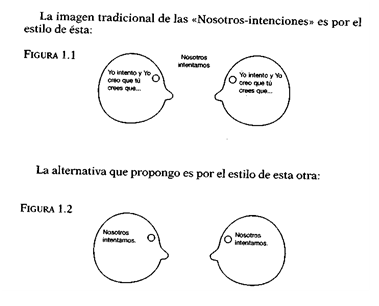
La intencionalidad colectiva es un : "hacer juntos", es decir, la intencionalidad individual que
cada una de las personas tiene se deriva en la intencionalidad colectiva que todos comparten.

1. Los billetes emitidos por el Bureau of Engraving and Printing (X) cuentan como dinero (Y) en los Estados Unidos (C)
2. El dinero es la raíz de todos los males no implica,
3. Los billetes emitidos por el Bureau of Engraving and Printing cuentan como la raíz de todos los males de Estados Unidos.[1]

### La creación de hechos institucionales
Los conceptos que nombran hechos sociales parecen tener un peculiar tipo de autorreferencialidad. Como formulación preliminar, podemos decir, por ejemplo, que, para que el concepto de «dinero» pueda aplicarse al material que está en mi bolsillo, tiene que ser la clase de cosa que la gente piensa que es dinero. Si todo el mundo deja de creer que es dinero, deja de funcionar como dinero y, finalmente, deja de ser dinero. Lógicamente hablando, el enunciado «Un cierto tipo de substancia, x, es dinero» implica en un contexto Y, se reconoce con tal función bajo la intencionalidad colectiva.
Sin embargo conceptos tales como : “montaña” o “ molécula”, existen así nadie tenga pensamiento sobre ello, en el caso de hechos sociales
adoptamos una actitud frente a ellos, si organizamos un matrimonio la gente que asiste espera encontrar situaciones que se esperan de un matrimonio, de darse situaciones como que alguien juegue fútbol encima del pastel, no quiere decir que no sea un matrimonio si no que algo raro ocurrió, para que sea en realidad un partido de fútbol deben saber los asistentes que se trata de tal , tener la intención colectiva de ello.
Uno de los rasgos más importantes de los hechos institucionales es que un gran número de ellos -de ningún modo todos- pueden ser creados mediante expresiones performativas explícitas. Las expresiones performativas son miembros de la clase de actos de habla que Searle llama «declaraciones».tales como oraciones: “se aplaza la reunión” indica que el hecho institucional se da en el momento en que se da el acto de habla, o : “ lo nombro comandante”, tiene la fuerza de convertirse en acción de inmediato y modificar una realidad social, por supuesto teniendo en cuenta el agente que realiza la expresión performativa.
Se debe decir por esto
que los hecho brutos tienen primacía
sobre los hechos institucionales dado
que los primeros son la base de los segundos, para entender algo como: “dinero”
lo hago sobre el hecho bruto de que hay
cierto papel de colores que capta mi sistema neuroperceptivo, adicional
los hechos institucionales no pueden existir aislados, si no solo en relaciones
sistemáticas con otros hechos, así por ejemplo para que alguien pueda comprar o
vender en una sociedad, se necesita del sistema de intercambio, de una
autoridad monetaria, de unos contratos o promesas, de sistemas de precios, etc.
Searle sostiene que
las representaciones lingüísticas crean la mayoría si no acaso todos los hechos institucionales,
pero el elemento lingüístico parece ser
parcialmente constitutivo del hecho. Con frecuencia leemos, por ejemplo, que
ciertas colonias de hormigas tienen esclavas, o que las colmenas de abejas
tienen reinas Creo que esas maneras de hablar son metáforas inofensivas, sobre todo
en lo atinente a los llamados «insectos sociales», pero no hay que perder de
vista que para que una comunidad tenga literalmente esclavos o reinas, los
participantes deberían estar en posesión del aparato necesario para representar
algo así como una reina o una esclava. El mero comportarse de cierto modo,
estando el comportamiento construido en términos de meros movimientos
corporales, no es suficiente para que una comunidad tenga una reina o tenga
esclavas. Debería darse, además el matrimonio, es la imposición colectiva de
función a entidades que -a diferencia de las palancas, las banquetas y los
automóviles- no pueden cumplir las funciones merced a su mera estructura
física. En algunos casos, el papel-moneda, por ejemplo, eso ocurre porque la
estructura solo está incidentalmente relacionada con la función; en otros, los
conductores con permiso, por ejemplo, porque no estamos dispuestos a permitir que
la gente cumpla la función de conducir a menos que hayan sido autorizados para
ello.
Para entender la
construcción de hechos institucionales es fundamental comprender la noción de
status, este elemento actúa como imposición colectiva de función, donde a partir de un hecho bruto
como : “ hay un pedazo de metal en forma
cilíndrica”, le asignamos una función de estatus para que sea visto como
un destornillador, así que bajo el acuerdo colectivo este es un destornillador, así La forma de la asignación de la nueva
función de status puede representarse con la fórmula «X cuenta cómo Y en C».
Esa fórmula nos proporciona una herramienta poderosa para entender la forma de
la creación del nuevo hecho institucional, porque la fórmula de la
intencionalidad colectiva es imponer ese status y su función, determinada por
el término Y, a algún fenómeno nombrado por el término X

### Lenguaje y realidad social
Una de las tesis de
Searle es que el lenguaje es
constitutivo de la realidad social, esto se basa en que es impensable tener
instituciones tales como el dinero, el matrimonio, el gobierno y la propiedad
sin que exista el lenguaje, porque de hecho las palabras son constitutivas de
los hechos, sin embargo parece
paradójico que los hechos sociales en general no necesitan del lenguaje, los animales
pueden tener conductas cooperativas y
los niños son capaces de interactuar sin que medie palabra alguna. Searle de esta manera
sostiene que lo esencial del rasgo del
lenguaje como parte de la constitución de hechos institucionales es la existencia de mecanismos simbólicos. Como
las palabras que representan algo más
que ellas mismas, existen así hechos independientes del lenguaje, como que
la cordillera de los andes tiene hielo en la cúspide, que aunque es una
oración en español existe independiente del lenguaje, el hecho es tal dado que
su existencia no está comprometida por
la existencia de elementos lingüísticos. 
Aunque se borre todo lenguaje del universo la
cordillera de los andes seguirá existiendo, para clarificar esto Searle hace una distinción entre pensamientos
dependientes del lenguaje y pensamientos independientes del lenguaje. Algunos
pensamientos dependen del lenguaje en el sentido de que ningún animal podría albergarlos
si no dispusiera de palabras o de otros mecanismos lingüísticos para pensar ese
mismo pensamiento; pero otros pensamientos Los casos más obvios de pensamientos
independientes del lenguaje los ofrecen las inclinaciones y cogniciones no
institucionales, primitivas, biológicas, que no necesitan de mecanismos
lingüísticos. Por ejemplo, un animal puede tener sensaciones conscientes de
hambre y sed, siendo ambas formas un deseo. El hambre es un deseo de comer y la
sed un deseo de beber, y los deseos son estados intencionales con contenidos
plenamente intencionales; no son palabras ni están compuestos de palabras.
Adicionalmente Searle
explica que para que un hecho dependa
del lenguaje que requiere que cumpla dos requisitos: el primero, que los pensamientos
sean constitutivos del hecho y el segundo que
la representación debe depender del lenguaje, la estructura de las
reglas constitutivas se relacionan con
el primer requisito, si las personas creen que algo es dinero, es verdad y real
que es dinero, así los hechos institucionales son ontológicamente subjetivos y
epistémicamente objetivos, sobre el
segundo requisito indica que el lenguaje
está diseñado para ser autoidentificatorio de hechos sociales el niño crece y
es educado en una cultura en la que aprende a tratar los sonidos que salen de
su boca y de la de otros como algo que vale por, o que significa o que
representa, alguna cosa. A eso apunta Searle cuando dice que el lenguaje no
necesita del lenguaje porque ya es lenguaje.
El lenguaje por tal es
indispensable para los hechos institucionales, ya que epistémicamente se
requiere que en la estructura de estos
hechos se imponga un status, el cual no obedece solamente a su constitución
física sino adicionalmente a nuestro sistema de representaciones, estos hechos
además requieren ser comunicables, para que funcionen y se constituyan debe de
poder ser decibles, por ejemplo para que
la institución matrimonio exista, debo poder ser capaz de decirle a alguien que
estoy casado, también es necesario el lenguaje porque en realidad los hechos
institucionales son muy complejos, como ir
a un café mientras leo un libro en una ciudad y luego me atienden una
mesera, bajo este ejemplo necesito tener representaciones del dinero (con el
cual voy a pagar), de las relaciones sociales ( para interactuar con la
mesera), de las convenciones al comer, etc. Y esto lleva a pensamientos sobre
sistemas complejos como el estado, el sistema económico, la propiedad, etc. Así
que de tal modo estos sistemas complejos requieren para su representación
sistemas de lenguajes complejos que constituyen su existencia, también los
hechos persisten en el tiempo independientemente de la inclinaciones de los participantes en
la institución, de sus estados psicológico y mentales, para que los hechos
institucionales puedan ser continuados en un marco de representación se
requiere del lenguaje.

### La teoría general de los hechos institucionales
En un primer nivel, Searle distingue entre hechos mentales brutos, tales como que existe una cordillera de los andes, y hechos mentales de todas clases como que los seres humanos sentimos dolor o que tengo sed, los llama hechos físicos brutos no mentales y hechos mentales, en un segundo nivel se encuentra dentro de los hechos mentales, Searle clasifica, hechos intencionales y hechos no intencionales, como ir a comer y sentir hambre respectivamente. En un tercer nivel , dentro de lo hecho intencionales están los hechos intencionales singulares, como el deseo de comer y los hechos intencionales colectivos, como el hecho de que los elefantes emigran en manada a otro lugar de la selva, este último es un hecho social por tener la característica de ser colectivo e intencional, los hechos institucionales son una subclase especial de los hechos sociales.

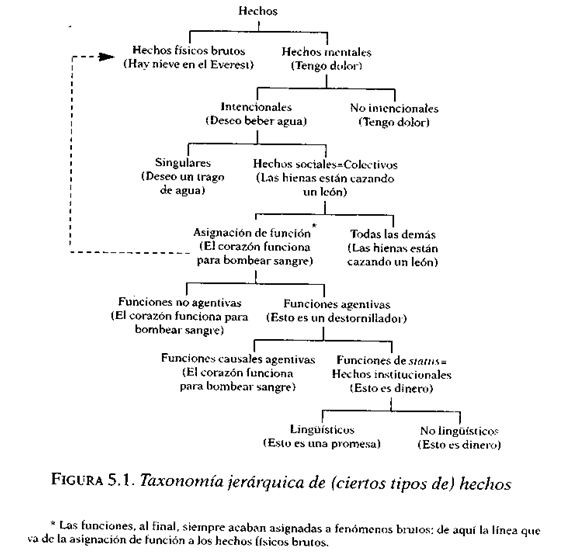
clasificación de los hechos

En un cuarto nivel, dentro de la intencionalidad, tanto individual como colectiva, se distingue entre aquellas formas de intencionalidad que asignan una función, como se revela, por ejemplo, en «Esto es un destornillador», y todas las demás, por ejemplo, «Deseo un trago de agua». La asignación de función crea hechos institucionales. En un quinto nivel, dentro de la clase de los hechos institucionales, Se distingue entre hechos funcionales no agentivos, por ejemplo, la función del corazón es bombear sangre, y los hechos funcionales Agentivos, por ejemplo, la función de los martillos es Clavar clavos.
En un sexto nivel, dentro de la categoría de las funciones agentivas, Se distingue entre funciones cumplidas meramente en virtud de Rasgos causales y otros rasgos brutos de los fenómenos y funciones Cumplidas meramente por la vía de la aceptación colectiva. En un séptimo nivel, dentro de la categoría de las funciones de Status, hay varias maneras de clasificar los hechos institucionales, Se trata de criterios entrecruzados para distinguir entre tipos.
Los hechos institucionales por su parte se pueden clasificar por:
A. su objeto, Podemos distinguir entre hechos institucionales lingüísticos, económicos, políticos, religiosos, etc. la distinción más importante en punto a objeto se da entre los lingüísticos y los no lingüísticos, entre, por ejemplo, el hecho de que la sentencia «Es regnet» significa «Llueve» y el Hecho de que Bill Clinton fue elegido presidente de los Estados Unidos.
B. Podemos distinguir los hechos institucionales por el status temporal. Podemos distinguir entre la creación inicial de un hecho institucional (por ejemplo, Clinton llegó a presidente en 1993), su continuado mantenimiento (por ejemplo, Clinton fue presidente durante todo el año 1993, el Parlamento está en sesión, etc.) y su final desaparición por expiración, decadencia o abierta destrucción (por ejemplo, el Imperio Bizantino se derrumbó en 1453).
C. Podemos distinguir los hechos institucionales por operaciones lógicas. Estructura de poder impuesto o asignado, de acuerdo con la fórmula Nosotros aceptamos (S tiene poder [S hace A]).

### Las capacidades del trasfondo y la explicación de los fenómenos Sociales
Searle define el
concepto de «trasfondo» como el conjunto de capacidades no Intencionales o pre
intencionales que hacen posibles los estados intencionales de función, así los
estados intencionales solo funcionan dado un conjunto de capacidades del
trasfondo, capacidades que no consisten ellas mismas en fenómenos intencionales.
Así, por ejemplo, las creencias, los deseos y las reglas solo determinan
condiciones de satisfacción condiciones de verdad para las creencias,
condiciones de cumplimiento para los deseos, etc.
Los trasfondos se manifiestan como contenidos,
que forman parte de las precondiciones para el funcionamiento de contenidos
intencionales, manifestaciones del trasfondo son pues, maneras en que este
da forma a la intencionalidad, Searle enuncia siete: Primero, El trasfondo
permite que se dé la interpretación lingüística y cualquier sentencia
subdetermina radicalmente las condiciones de verdad de la misma, las palabras
tienen un contenido semántico, así que de modo inmediato , interpretamos ideas
y sentencias bajo un sentido estereotípicamente apropiado; segundo, el trasfondo permite que se dé la interpretación perceptiva lo que
vale para la semántica, vale para la percepción, esto quiere decir que decir
esto es una silla, equivale a
asimilar un caso donde el perceptor asimila un objeto a una categoría que le
resulta familiar, tercero, el trasfondo estructura la consciencia, de tal modo
que nuestras percepciones y experiencias
conscientes viene a nosotros desde aspectos de familiaridad, así nos
encontremos en lugares muy distantes reconocemos conceptos familiares como
casa, gente, comida, etc. Quiere decir
que tenemos familiaridad con un
conjunto de categorías, de tal forma que normalmente nosotros nos limitamos a ver un
objeto o a entender una sentencia sin que medie acto alguno de interpretación; cuarto,
las secuencias temporalmente extendidas de las experiencias vienen a nosotros
en una forma narrativa o dramática; vienen a nosotros en forma de lo que, a
falta de mejor denominación, Searle las llama categorías «dramáticas», que
tienen que ver con las percepciones que se crean en escenarios de expectación que permiten crear conjuntos
de categorías sobre el modo en que
funcionan las cosas, así por ejemplo dice, la gente tiene una serie de
expectativas acerca de grandes categorías de su vida, como la categoría de
enamorarse, o la de casarse o la de formar una familia, o la de ingresar en la
universidad y obtener una licenciatura, de tal forma que el trasfondo no es
solo episódico o aspectual, si no también se manifiesta de modo narrativo.
Quinto, Cada uno de nosotros tenemos un
conjunto de disposiciones motivacionales
y estas condicionan la estructura de nuestras experiencias, de tal forma que si
suponemos que una persona tiene cierto interés en las esculturas orientales, entonces hará de su
viaje por ese lugar del mundo una experiencia distinta
de quienes están obsesionados con los templos mayas, así tales deseos y creencias determinados, da
sentido a esos deseos y creencias es un conjunto de disposiciones
motivacionales. Sexto, el trasfondo facilita ciertas clases de predisposición En
cualquier momento, estoy predispuesto para ciertas cosas y no para otras. En
las grandes ciudades estoy predispuesto para los ruidos callejeros. Estoy
predispuesto a los bocinazos de los coches y a la visión de montones de gente,
de escaparates y de tránsito. Cuando estoy en la pista de esquí estoy predispuesto a
ver a otros
Esquiadores pasando cerca de mí como proyectiles potenciales. Pero cuando
estoy dando una conferencia no estoy en absoluto predispuesto a que aparezca un
esquiador deslizándose por la sala de conferencias; me dejaría absolutamente
estupefacto la súbita irrupción de un esquiador en la sala, o que un elefante
entrara en ella de paseo. Pero estoy totalmente predispuesto a los tipos de rui
basan en este tipo de situaciones incongruentes. Séptimo, el trasfondo me
dispone a ciertos tipos de conducta, estoy dispuesto a reírme con determinados
chistes, pero no con otros; estoy dispuesto a hablar alto hasta cierto punto,
pero no hasta cierto otro; estoy dispuesto a mantenerme a cierta distancia de
la gente cuando hablo con ellos, pero no a cierta otra distancia.
Searle dice que hay un paralelismo entre la estructura funcional del trasfondo y la estructura intencional de los fenómenos sociales con los que se Relacionan las capacidades del trasfondo. Ese paralelismo estricto Crea en nosotros la ilusión de que la persona que es capaz de tratar con dinero, de moverse en sociedad y de hablar una lengua tiene que estar siguiendo reglas de un modo inconsciente. Lo que sostiene es: por supuesto que hay reglas y que a menudo las secundamos, consciente o inconscientemente, pero:
1. Las reglas no se interpretan nunca a sí mismas
2. Nunca son exhaustivas
3. De hecho, en muchas situaciones, solo sabemos lo que hacemos, solo sabemos cómo lidiar con la situación. No aplicamos las reglas, ni consciente ni inconscientemente.[1]

### Debate en torno al realismo externo
El realismo es un punto de vista según el cual el mundo existe independientemente de nuestras representaciones del mismo. Eso trae consigo la consecuencia de que si nunca hubiéramos existido, si no hubiera habido nunca representaciones de ningún tipo -ni enunciados, ni creencias, ni percepciones, ni pensamientos, etc.-, el grueso del mundo habría seguido su curso inalterado. Salvo el minúsculo rincón del mundo que está constituido o se ve afectado por nuestras representaciones, el mundo habría continuado existiendo y sería exactamente el mismo que es ahora, el presupuesto fundamental en que se sostiene la teoría de Searle es que existe una realidad independiente de nosotros, que está en contraposición de aquellas posturas filosóficas actuales las cuales dicen que no existen una realidad independiente de las representaciones humanas y la negación de que los enunciados corresponden a los hechos.
Teniendo en cuenta este realismo que apoya Searle, las nociones de objetividad/subjetividad epistémicas y objetividad/subjetividad ontológicas, se pueden enunciar unos rasgos estructurales de la visión del mundo:
1. El mundo (o la realidad, o el universo) existe independientemente de nuestras representaciones del mismo. esta concepción es el «realismo externo». 
2. Los seres humanos disponen de una variedad de modos interconectados de acceder al, y de representarse a sí mismos rasgos del, mundo. Entre esos modos se hallan la percepción, el pensamiento, el lenguaje, las creencias y los deseos, así como las imágenes, los mapas, los diagramas, etc. ese conjunto de todos esos modos Searle lo llama «representaciones». Un rasgo de las representaciones así definidas es que todas poseen intencionalidad, tanto intencionalidad intrínseca, como las creencias y las percepciones, cuanto intencionalidad derivada, como los mapas y los enunciados.
3. . Algunas de esas representaciones, como las creencias y los enunciados, versan sobre y representan cómo son las cosas en la realidad. En la medida en que tengan éxito o fracasen, serán verdaderas o falsas, respectivamente. Son verdaderas si y solo si se corresponden con los hechos en la realidad. Eso es (una versión de) la teoría de la verdad como correspondencia.
4. Los sistemas de representación como los léxicos y los esquemas conceptuales son creaciones humanas, y en esa medida, arbitrarios. Es posible tener un número indefinidamente grande de distintos sistemas de representaciones para representar la misma realidad. Ésta es la tesis de la «relatividad conceptual».
5. Los esfuerzos humanos reales para obtener representaciones verdaderas de la realidad están influidos por todo tipo de factores: culturales, económicos, psicológicos, etc. La objetividad epistémica completa es difícil, y a veces, imposible, porque las investigaciones reales parten siempre de un punto de vista motivado por todo tipo de factores personales, y se ubican en un determinado contexto cultural e histórico.
6. Estar en posesión de conocimiento significa estar en posesión de representaciones verdaderas, para las cuales podemos ofrecer determinados tipos de justificación o de evidencia. El conocimiento es, pues, objetivo por definición en el sentido epistémico, porque los criterios que se dan para el conocimiento no son arbitrarios, y son impersonales.
Uno de los críticos del realismo el filósofo Putnam, pone este argumento para atacar el realismo, nos dice que imaginemos que este es un universo conformado por tres elementos: A-B-C.

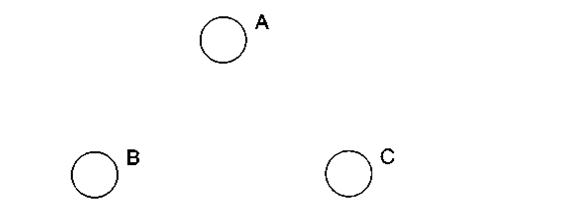
El mundo representado por putman para debatir el realismo externo

Luego se nos pregunta: ¿cuántos objetos hay en este universo?, entonces decimos que hay tres, sin embargo según Lesniewski y otros lógicos polacos, hay siete objetos en este mundo, contados como sigue:
1=A
2=B
3=C
4=A+B
5=A+C
6=B+C
7=A+B+C
Searle nos dice que no hay tales respuestas absolutas, que alguna es relativa a la elección arbitraria de un esquema conceptual, este argumento contra el realismo sostiene que creer en un realismo externo lleva a inconsistencias porque permite dar descripciones inconsistentes de un mundo aparentemente independiente.
La filosofía del siglo veinte profundizo y se obsesionó con el tema del lenguaje, de aquí que surgieron posturas que enfatizan en que no existe nada aparte del lenguaje, así cualquier estado cognitivo acontece como parte de un conjunto de estados cognitivos y dentro de un sistema cognitivo y es imposible salir de todos los estados y sistemas cognitivos para contemplar las relaciones entre ellos y la realidad a cuyo conocimiento sirven. Searle contra esto afirma que del hecho de que toda cognición acontezca dentro de un sistema cognitivo no se sigue que ninguna cognición lo sea por modo directo de una realidad que existe independientemente de toda cognición.
Para justificar el realismo externo Searle nos dice que la tesis de una realidad independiente a nuestras representaciones no establece como son las cosas, sino que establece un sinnúmero de posibilidades de cómo podría ser, presupone que el realismo extremo es un trasfondo para la comprensión de muchas expresiones, así expresiones como : el monte Everest tiene nieve” son posibles dado la comprensión entre un oyente y un hablante competente, así con el hecho de comunicarnos damos por sentado una realidad externa independiente de nosotros, públicamente accesible. La postura de Searle es crítica del antirrealismo de hecho dice que de igual forma el antirrealista lleva su automóvil al mecánico para que se lo ajuste y se cepilla los dientes a diario como si creyera que hay objetos en el mundo externo. Estas posturas contrarias al realismo según el son un ataque a la objetividad epistémica, la racionalidad, la verdad y la inteligencia en la vida intelectual

### Verdad y correspondencia
El criterio de lo verdadero se da en una correspondencia entre el hecho y el enunciado, se dice que algo es verdadero cuando es fiable de que representa las cosas que dice representar, Searle enuncia el criterio de descomillación, que sigue a la correspondencia entre la sentencia y su realidad objetiva, por ejemplo: “la montaña tiene nieve en la cúspide” tiene correspondencia a : la montaña tiene nieve en la cúspide ( sin comillas), lo que quiere decir que el enunciado en palabras representa lo que dice en un estado de cosas del mundo, desde esta idea la verdad sucede cuando los rasgos de identidad corresponden en enunciado y realidad, es falsa una idea cuando no hay correspondencia.
Hechos y enunciados verdaderos no son lo mismo. Hay varios modos de demostrar eso. He aquí dos. Primero: tiene sentido hablar de hechos que funcionan causalmente, pero no tiene sentido hablar de enunciados verdaderos que funcionan causalmente. Segundo: la relación de un hecho con los enunciados es de uno-a-muchos, pues el mismo hecho puede ser enunciado por distintos enunciados. Por ejemplo, «Cicerón fue un orador» y «Tulio fue un orador» enuncia el mismo hecho. , un ataque hacia esta idea de la correspondencia proviene de strawson el cual dice que los hechos son clases de objetos o de acontecimientos complejos, y la correspondencia consiste en una relación
De encajamiento o de figuración, sin embargo Searle nos dice que los hechos no son objetos complejos sino condiciones, en la forma proceso-producto, requisito –cosa requerida, así cualquier cosa que baste para hacer verdadero el enunciado es un hecho.

### Conclusión
Searle comprende como errada la distinción tradicional entre biología y cultura, tanto así como la oposición mente y cuerpo, por tanto existen estado mentales tampoco hay oposición entre lo mental y los físico, enfatiza en una ontología de la biología que va a las formas culturales e institucionales de una forma histórica, y su forma de conexión son la consciencia y la intencionalidad, así lo especial de la cultura es la intencionalidad colectiva, la posibilidad de la asignación de funciones a fenómenos, y luego construcción de realidades sociales, reconoce los procesos bioquímicos como parte de los estado mentales generadores de la conciencia. Existe de tal manera un hilo conductor en las estructuras institucionales que se manifiesta en el simbolismo, así ciertos tipos de sonidos o marcas cuentan cómo palabras o sentencias Ciertos tipos de sonidos o de marcas cuentan cómo palabras y sentencias, y ciertos tipos de expresiones cuentan como actos de habla. 
La función agentiva es la de representar, en uno u otro de los posibles modos de actos de habla, objetos y estados de cosas en el mundo. Los agentes que pueden hacer eso colectivamente reúnen la precondición esencial para cualesquiera otras estructuras institucionales: dinero, propiedad, matrimonio, gobierno y universidades; todo eso existe por la mediación de formas de acuerdo humano que entrañan de una
manera esencial la capacidad de simbolización.